# NOVA1

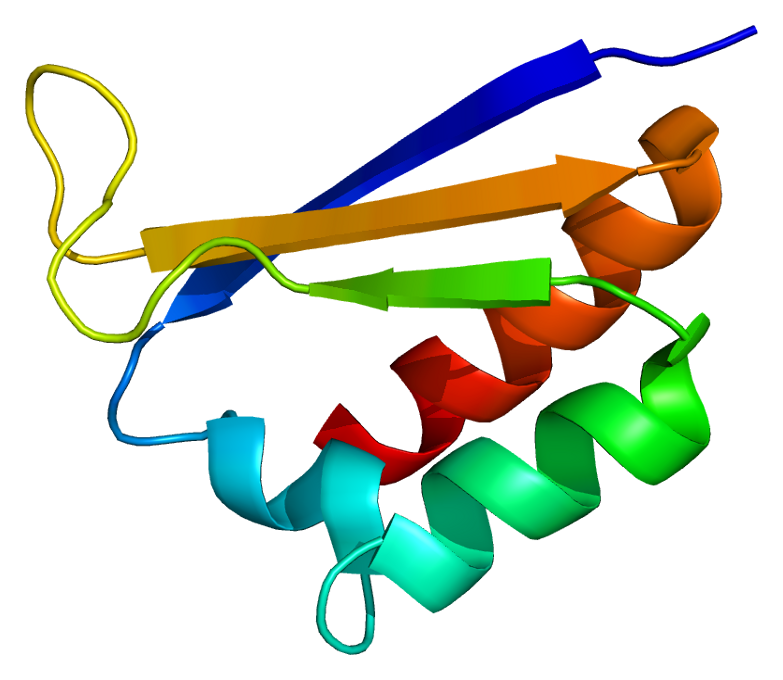
Structure de la protéine NOVA1

La protéine de liaison à l'ARN Nova-1 est une protéine qui, chez l'homme, est codée par le gène NOVA1, (sur le chromosome 14). Ce gène identifié en 1993 par Robert B. Darnell, semble jouer un rôle clé dans la coordination neuromusculaire, mais aussi pour le développement neuronal et il pourrait avoir contribué à l'apparition du langage humain au cours de notre évolution.

## Diversité
Des transcrits alternativement épissés codant des isoformes distinctes en ont été décrits.
Nova1 joue par exemple un rôle clé dans le processus d'épissage alternatif dans les cellules bêta pancréatiques productrice de l'insuline (l'épissage alternatif est un mécanisme biologique permettant à un unique gène de produire plusieurs versions différentes d'ARN messagers (ARNm), et donc plusieurs protéines différentes, en sélectionnant ou excluant certaines parties de l'ARN pré-messager (introns et exons) lors de sa maturation ; Nova1 agit comme un « chef d'orchestre » régulant le « choix » des exons qui seront inclus ou exclus dans l'ARNm final. Dans les cellules bêta pancréatiques, Nova1 régule l'expression de gènes essentiels à des fonctions comme la sécrétion d'insuline, la survie cellulaire et la réponse au stress.

## Pathologies
NOVA1 est est un gène qui code une protéine de liaison à l'ARN, spécifique des neurones. Une anomalie de NOVA1 produit une maladie auto-immune dite POMA, caractérisée par des troubles moteurs sévères.
NOVA1 fait  partie de la famille Nova des antigènes, au moins pour partie impliqués dans certaines maladies paranéoplasiques, reconnus et inhibés par les anticorps paranéoplasiques. Ces anticorps sont présents dans le sérum de patients atteints d'opsoclonie-ataxie paranéoplasique, de cancer du sein et de cancer du poumon à petites cellules.
De nombreuses études récentes attribuent à cette protéine un rôle important dans le métabolisme.

## Rôle dans le langage
Des chercheurs du laboratoire de Robert Darnell (qui étudient ce gène depuis la fin des années 1990) ont récemment publié dans la revue Nature, une étude qui a utilisé la technologie CRISPR pour introduire la variante humaine du gène NOVA1 dans le génome d'une souche de souris de laboratoire.
Ils ont observé que la variante humaine n'altérait pas la liaison de l'ARN lors du  développement neuronal, ni le contrôle moteur. Elle semble remplir les mêmes fonctions que la version originelle, hormis que les sites de liaison modifiés par ce gène muté étaient ceux d'autres gènes, impliqués dans la vocalisation. Et ils ont effectivement observé des changements dans les vocalisations de ces souris mutées (cris plus aigus et plus variés, dès la naissance), suggérant de possibles modifications des capacités de communication de ces souris.
Ces chercheurs se sont ensuite associés à Erich D. Jarvis (laboratoire de neurogénétique du langage de l'Université Rockefeller, qui travaille notamment sur les mécanismes moléculaires et génétiques de l'apprentissage de la vocalisation) pour étudier comment cette mutation affecte la vocalisation chez la souris à différents âges et selon le contexte.

## Histoire évolutive
En 2012, Robert Darnell, qui dirige alors le laboratoire de neuro-oncologie moléculaire de l'université Rockefeller, observe que les génomes de Néandertaliens et des Denisoviens contiennent tous deux plusieurs variants génétiques communs avec les humains modernes, dont une variation du gène NOVA1 qui code une protéine impliquée dans le développement cérébral et le contrôle neuromusculaire fin, deux fonctions fondamentales pour la parole.
Darnell montre ensuite qu'une mutation spécifique survenue chez Homo sapiens [remplacement d'un acide aminé — l'isoleucine — par une valine en position 197 (I197V)] a rendu cette protéine légèrement différente chez l'Humain de ce qu'elle était chez les Néandertaliens et les Dénisoviens, qui présentaient tous des caractéristiques anatomiques othorhinolaringologiques leur permettant a priori de produire et d'entendre un langage articulé complexe.
Un autre gène, présentant une variante, chez nos ancêtres préhistoriques est le gène FOXP2, aussi considéré comme possiblement responsable du langage humain, mais il n'a pas suffi à expliquer pourquoi seuls les Homo sapiens se sont mis à développer un grand nombre de langues complexes... (« L'humain présente en effet deux mutations d'acides aminés dans ce gène, absentes chez les autres primates. Toutefois, ces mêmes mutations ont été retrouvées chez les Néandertaliens, suggérant qu'elles étaient déjà présentes chez un ancêtre commun aux deux lignées. Ces résultats ont alimenté les débats scientifiques, certains chercheurs remettant en question l'idée que FOXP2 ait joué un rôle central dans l'émergence du langage »).
Le fait que les Néandertaliens et les Dénisoviens avaient tous deux une version de Nova1, alors que presque tous les humains modernes en ont une autre version (mutée), suggère une sélection positive de ce gène et qu'il a joué un rôle majeur.
Une hypothèse est que cette mutation pourrait avoir influencé ou causé le développement des capacités cognitives et linguistiques uniquement présentes chez les humains modernes bien que d'autres espèces du genre Homo avaient des potentialité de phonation et d'écoute équivalentes ou proches.
L'insertion expérimentale (par Trujillo et al. en 2021) d'une variante génétique archaïque (néandertalienne) du gène de l'antigène ventral neuro-oncologique 1 (NOVA1) dans des organoïdes corticaux humains, modifie le développement neurologique, donnant l'impression d'avoir favorisé un développement plus lent et une complexité de surface plus élevée de ces modèles cérébraux. Mais ce phénomène doit être confirmé, car il pourrait aussi être un artefact d'un effet secondaire de l'utilisation de la technique CRISPR,, car il n'a pas pu être reproduit dans une étude ultérieure. Les auteurs ont répondu à cette analyse critique le 14 octobre 2021.